# Горылец
Горылец — деревня в Устьянском районе Архангельской области.

## География
Находится в южной части Архангельской области на расстоянии приблизительно 26 км на северо-восток по прямой от административного центра района поселка Октябрьский на правобережье реки Устья.

## История
Отмечена была уже на карте 1980-х годов как Горбылец. До 2022 года входила в Березницкое сельское поселение до его упразднения.

## Население
Численность населения: 46 человек (русские 98 %) в 2002 году, 43 в 2010.